# شورلت اس‌اس‌آر
شورلت اس‌اس‌آر (به انگلیسی: Chevrolet SSR) خودرویی است که در سال‌های ۲۰۰۳ تا ۲۰۰۶ در لنسینگ، ایالات متحده آمریکا تولید شده‌است. طراحی آن موتور جلو-محور عقب بوده‌است. سیستم جعبه‌دندهٔ آن ۴ دنده به دو صورت خودکار و دستی است.